# لری سالیوان
لَری سالیوان (انگلیسی: Larry Sullivan؛ زادهٔ ۱۰ سپتامبر ۱۹۷۰) بازیگر اهل ایالات متحده آمریکا است.
از فیلم‌ها یا برنامه‌های تلویزیونی که وی در آن نقش داشته‌است می‌توان به زن گربه‌ای، مستقیم از کامپتن، مردم زیبا و زشت و دروغ‌های کوچک بزرگ اشاره کرد.